# Barbara Dittus
Barbara Dittus (Guben, 11 juillet 1939 - Berlin, 25 juin 2001) est une actrice allemande. 

## Filmographie
- 1972 : Le Troisième (Der Dritte) d'Egon Günther
- 1976 : Les Souffrances du jeune Werther (Die Leiden des jungen Werthers) d'Egon Günther
- 1978 : Sept Taches de rousseur (Sieben Sommersprossen) d'Herrmann Zschoche
- 1981 : Bürgschaft für ein Jahr d'Herrmann Zschoche